# Андреева, Таня
Таня Андреева (макед. Тања Андрејева; род. 17 июня 1978, Скопье) — северомакедонская гандболистка, вратарь.

## Карьера
Начала заниматься гандболом в возрасте 14 лет в школе клуба «Кометал Гёрче Петров», в основном составе оказалась в возрасте 19 лет в сезоне 1997/1998. Позднее выступала за команды «Тутунски Комбинат» (Прилеп) и «Кале» (Кичево). В сезоне 2007/2008 вернулась в «Кометал Гёрче Петров», выиграв с ним чемпионат и кубок страны. Следующий сезон провела в сербской команде «Кикинда», но затем вернулась через год в Македонию, в «Металург» из Скопье. С клубом с 2009 по 2012 годы выигрывала чемпионат и кубок Македонии.
В сборной провела 97 игр, забив 2 гола. Участница чемпионата Европы 2012 года.
Завершила карьеру игрока 24 мая 2014 года.